# USS Ellen (1853)

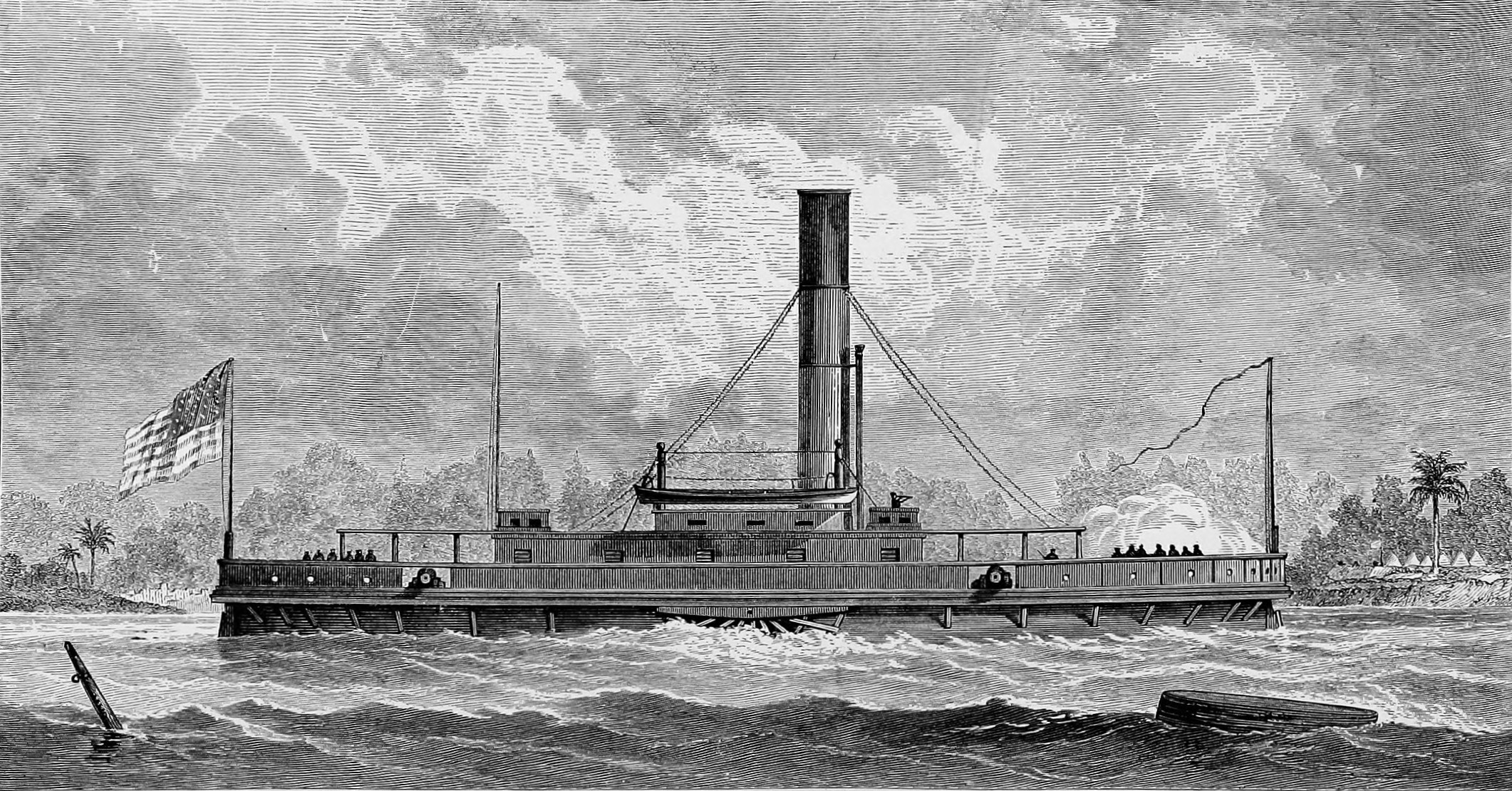
USS Ellen

Перший USS Ellen був гребний пароплав — канонерський човен у військовому флоті США під час Громадянської війни.
Ellen побудували у Нью-Йорку в 1853 як цивільний пором. Його придбав флот 10 жовтня 1861, відповідним чином переробили на Нью-йоркській військово-морській верфі та включили до складу флоту 16 жовтня 1861. Капітаном корабля призначили Вільяма Бадда.

## Історія служби
Включений до Південної Атлантичної ескадри блокади, Ellen вирушив 18 жовтня 1861 у Порт-Рояль, Південна Кароліна, прибувши туди 14 листопада. Ellen вступив у перестрілку з противником на Тайбі-Айленді 24 грудня і 31 взяв участь у успішній об'єднаній операції флоту і армії проти порт-рояльського парому на ріці Куса. 29 січня 1862 корабель здійснював розвідку річки Вілмінгтон та Вассоу Саунд, Джорджія, і вступив у бій з п'ятьма кораблями під командуванням коммодора Джосайї Теттнелла (Josiah Tattnall), поблизу Саванни, у ході якого завдав ушкоджень двом кораблям Конфедерації.
На початку 1862 Ellen брав участь у маштабній об'єднаній операції з взяття під контроль морського узбережжя Джорджії. До середини травня кораблі Союзу з Порт-Рояла контролювали все узбережжя Джорджії, а також Фернандіну, Сент-Огастін, та береги річки Сент-Джонс у Флориді. На цій річці була виявлена 18 березня відома гоночна яхта Америка, захоплена на службі для Союзу та пізніше затоплена конфедератами, аби приховати від сил Союзу, які наближались. За тиждень важкої роботи за участю кораблів Ottawa, Darlington, та Ellen, її підняли. 26 березня Ellen відбуксирував яхту до Порт-Роялу, з'явившись там 22 квітня.
28 травня 1862 Ellen направили до затоки Фоллі знайти плавучу батарею, яку, як вважали, встановили на корпусі судна. Корабель не знайшов ворожої батареї, але зміг доповісти, що ріку Стоно повністю контролюють сили Союзу. Канонерський човен вступив у коротку перестрілку в Ньютон Кат (Newton's Cut), Південна Кароліна, та 3 липня приєднався до канонерського човна E. B. Hale для атаки на батарею конфедератів між річкою Фоллі та затокою Маяка. 16 липня корабель взяв участь у спільній розвідці флота і армії у напрямку Сесешенвілля (Secessionville), Південна Кароліна, який армія безуспішно атакувала за день до того. Решта активної служби корабля пройшла на річках Фоллі та Стоно.
Еллен був виведений з експлуатації 30 жовтня 1862 року і використовувалася як столярний склад флотом у Порт-Роялі до кінця війни. Його продали 2 вересня 1865 року.